# اسکای ولی (کالیفرنیا)
اسکای ولی (به انگلیسی: Sky Valley) یک منطقهٔ مسکونی در ایالات متحده آمریکا است که در ریورساید واقع شده‌است. اسکای ولی ۶۲٫۸۵۶ کیلومتر مربع مساحت و ۲٬۴۰۶ نفر جمعیت دارد و ۳۰۲٫۹۷ متر بالاتر از سطح دریا واقع شده‌است.